# Jean-Daniel Cadinot
Jean-Daniel Cadinot (ur. 10 lutego 1944 w Paryżu, zm. 23 kwietnia 2008) – francuski reżyser, scenarzysta i producent filmów pornograficznych.

## Wczesne lata
Urodził się w czasie II wojny światowej w okupowanym przez Niemców Paryżu, w 17. dzielnicy Batignoles na wzgórzu Montmartre w rzymskokatolickiej rodzinie krawców. Uczęszczał do École Nationale Supérieure d’Arts et Métiers i National School of Photography.

## Kariera
Cadinot jako pierwszy we Francji realizował filmy pornograficzne o tematyce gejowskiej pod swoim nazwiskiem. Studio filmowe o nazwie Jean–Daniel Cadinot zachowało we Francji pierwsze miejsce w produkcji filmów dla gejowskiego rynku erotycznego i należy do najbardziej znanych na świecie. Tematyka i styl filmów Cadinota miały bezpośredni wpływ na słowackiego producenta filmów o tej samej tematyce, Bel Ami, firmy należącej do George Duroya.
Jean-Daniel Cadinot rozpoczynał karierę jako fotograf zdjęć o tematyce erotycznej na potrzeby wydawnictw. Pierwszym jego modelem był piosenkarz Patrick Juvet. Sukces stylu jego zdjęć zachęcił go do produkcji filmowej od 1978. Początkowo jego firma French Art produkowała filmy na celuloidzie w formacie 16 mm.
Filmy Cadinota wyróżniały się spośród podobnej produkcji światowej akcentowaniem fabuły filmu, dbałością o szczegóły i dużą troską o stroje aktorów. Zanim aktor w jego filmach podjął oczekiwaną przez widza akcję erotyczną, widz musiał dowiedzieć się najpierw dokładnie, dlaczego aktor znalazł się w danej sytuacji. Częstym miejscem akcji jego filmów były internaty, zakłady poprawcze, obozy wojskowe czy skautowe. Filmy Cadinota po wycięciu wątków erotycznych były zwykłymi filmami fabularnymi. W jego filmach jest dużo humoru, ironii, ciętych i dowcipnych dialogów na wysokim poziomie intelektualnym. Cadinot zatrudniał do realizacji swoich filmów dobrych muzyków o światowej sławie, którzy nie udostępniali swoich prawdziwych nazwisk w czołówce filmowej i tworzyli pod pseudonimami.
Z chwilą upowszechnienia się techniki zapisu obrazu metodą wideo VHS na początku lat 90. XX wieku jego produkcja nabrała charakteru masowego i mniej wyrafinowanego. Od 2000 podjął się produkcji remaków wcześniejszych filmów nakręconych na celuloidzie. Udało mu się w tej nowej produkcji zachować swój dawny styl.
Był homoseksualistą, z czego zdał sobie sprawę w wieku dwunastu lat.
Zmarł 23 kwietnia 2008 na zawał serca w wieku 64 lat.

## Nagrody
| Rok  | Nagroda          | Kategoria                                    | Film                                              | Rezultat  |
| ---- | ---------------- | -------------------------------------------- | ------------------------------------------------- | --------- |
| 1986 | AVN Award        | Najlepszy reżyser gejowskiej produkcji wideo | Le jeu de pistes (1984)                           | Nominacja |
| 1988 | AVN Award        | Najlepszy reżyser gejowskiej produkcji wideo | –                                                 | Nominacja |
| 1989 | AVN Award        | Najlepszy reżyser gejowskiej produkcji wideo | Getting Even (1986)                               | Nominacja |
| 1991 | GayVN Award      | Najlepszy reżyser                            | Podróżujący czeladnik (Le désir en ballade, 1989) | Wygrana   |
| 1997 | Venus Award      | Najlepszy reżyser filmów gejowskich          | –                                                 | Wygrana   |
| 2001 | GayVN Award      | Hall of Fame (Aleja sław)                    | –                                                 | Wygrana   |
| 2002 | Venus Award      | Najlepszy reżyser filmów gejowskich          | –                                                 | Wygrana   |
| 2004 | Ficeb            | Najlepszy reżyser – HeatGay                  | Les secrets de famille (2004)                     | Wygrana   |
| 2009 | HustlaBall Award | Całokształt twórczości                       | –                                                 | Wygrana   |